# Теория стакана воды
Тео́рия стака́на воды́ — взгляд на любовь, брак и семью, который заключается в отрицании любви и сведении отношений между мужчиной и женщиной к «инстинктивной» сексуальной потребности, которая должна находить удовлетворение безо всяких «условностей», так же просто, как утоление жажды (заняться сексом просто, как выпить стакан воды). Встречался в первые годы Советской власти.
Критически проанализирован Анатолием Луначарским в статье «О повседневной жизни: молодость и теория стакана воды». Авторство этой теории часто необоснованно приписывают Александре Коллонтай и Кларе Цеткин, которые, выражая радикальные марксистские взгляды на понятие любви, никогда не сравнивали их на уровне «стакана воды». Напротив, Александра Коллонтай утверждала, что «общество должно научиться распознавать все формы брака, независимо от их необычных контуров».

## Истоки
Впервые упоминание о стакане воды появляется в биографии Фредерика Шопена, написанной Ференцем Листом в середине XIX века (1852), это слова подруги Шопена и главной эмансипантки той эпохи Жорж Санд: «Любовь, как стакан воды, даётся тому, кто его просит».
Идеи эмансипации (освобождение от какой-либо зависимости, отмена каких-либо ограничений, уравнение в правах) женщины начали развивать в середине XIX века. Предсказания о том, что социализм уничтожит буржуазную семью, высказывали Карл Маркс и Фридрих Энгельс.
Теория по своим идеям схожа с сексуальной революцией семидесятых годов XX века на Западе.

## Концепция новой женщины
Концепция новой женщины родилась во второй половине XIX века. Новую женщину описывали в своих произведениях Жорж Санд, Генрик Ибсен, Николай Чернышевский и Иван Тургенев. Наиболее известный теоретик, писавший о новой женщине, — Александра Коллонтай.

## Марксистские взгляды на взаимоотношения мужчины и женщины
Марксистские взгляды на взаимоотношения мужчины и женщины и на функции семьи подробно изложены Фридрихом Энгельсом в работе «Происхождение семьи, частной собственности и государства». Согласно Энгельсу, семья является надстройкой над экономическим базисом. Например, моногамию Энгельс трактует как способ передачи богатств по наследству своим биологическим детям. По Энгельсу, семейное хозяйство при социализме должно стать частью общественного труда, а уход за детьми и их воспитание — общественным делом, в связи с этим институт семьи в буржуазном варианте просто отомрёт. Отмирание буржуазной семьи также предсказывал «Манифест коммунистической партии».
Согласно воспоминаниям Клары Цеткин, Ленин отрицательно относился к теории стакана воды и называл её «совершенно немарксистской и сверх того противообщественной».

Вы, конечно, знаете знаменитую теорию о том, что в коммунистическом обществе удовлетворить половые стремления и любовную потребность так же просто и незначительно, как выпить стакан воды. От этой теории «стакана воды» наша молодёжь взбесилась, прямо взбесилась. Она стала злым роком многих юношей и девушек. Приверженцы её утверждают, что это теория марксистская. Спасибо за такой «марксизм».

<…>

Конечно, жажда требует удовлетворения. Но разве нормальный человек при нормальных условиях ляжет на улице в грязь и будет пить из лужи? Или даже из стакана, края которого захватаны десятком губ?

Луначарскому теория стакана воды не нравилась. Он утверждал, что при социализме сохранится любовь, причём, она будет принципиальным образом отличаться от любви буржуазной: «Серьёзная, глубоко-сдержанная, вдумчивая, красивая любовь должна быть у нас взамен разврата буржуазии и „нигилистячего“ взгляда на „голую“ половую потребность».

## Популярность теории в 1920-е годы
Уподобление половых отношений любому другому физиологическому акту, в том числе утолению жажды, достигло пика популярности в 1920-е годы. О теории стакана воды писала пресса, ей посвящались комсомольские диспуты.

## Закат теории
В 1924 году Арон Залкинд опубликовал 12 половых заповедей революционного пролетариата. Это кодекс, призванный упорядочить и усмирить волну народного стремления к половой свободе, носил рекомендательно-воспитательный (не законодательный) характер и далеко не всегда применявшийся на практике.
В 1926—1929 годах теория стакана воды подвергалась большой критике и гонениям.
1929 год считается годом конца действия сексуальной революции большевиков и теории стакана воды как основы этой революции. Тем не менее, ряд исследователей истории сексуальной революции в СССР утверждает, что сексуальная революция формально закончилась в 1935 году с появлением формального закона об уголовной ответственности за порнографию.

## Образ советской женщины
Идеал советской женщины, проповедовавшийся в 1930-е годы, существенно отходит от теории стакана воды и от представлений Коллонтай. Советская женщина теперь должна была сочетать трудовые обязанности как в семье, так и во внешней сфере.